# Elliott from Earth
Elliott from Earth (O Elliott da Terra em Portugal e Elliott, o Terráqueo no Brasil) é uma série animada de televisão britânica criada por Guillaume Cassuto para a Cartoon Network. Produzido pela Cartoon Network Studios Europe, estreou nos Estados Unidos em 29 de março de 2021, em Portugal a 15 de maio de 2021 e no Brasil dia 13 de agosto de 2021.

## Sinopse
A série é focada em um menino chamado Elliott, que se encontra com sua mãe solteira vivendo em uma nave espacial chamada The Centrium, que consiste em alienígenas de todos os cantos do universo. Enquanto tentam descobrir quem os trouxe para lá e por quê, eles constroem um novo lar para si e encontram novos amigos.

## Elenco e personagens

### Principal
- Elliott (dublado por Samuel Faraci) - Um rapaz de 11 anos que anseia por fazer amigos e encontra um em Mo. Ele é curioso e aventureiro e mete-se sempre em problemas. Ele recebeu o nome de um meteorologista peculiar que sua mãe costumava observar.
- Mo (dublado por Noah Kaye Bentley) - Um estegossauro míope que pode falar e aparentemente veio da Terra. Ele não sabe muito sobre si mesmo ou qualquer outra coisa, mas aprende rapidamente. Ele usa um par de óculos redondos azuis que anteriormente pertenciam e eram usados por Frankie.
- Frankie (dublado por Naomi McDonald) - Uma mãe solteira de 36 anos. É uma geóloga que espera provar a existência de extraterrestres. Ela é aparentemente uma viúva porque sua esposa havia morrido algum tempo antes. Frankie tinha um par de óculos azuis pertenceram a ela, mas foi passado a usar por Mo.

## Produção
A série recebeu luz verde da Cartoon Network Studios Europe, agora conhecido como Hanna-Barbera Studios Europe. A produção começou em setembro de 2018, consistindo principalmente da equipe de produção do O Incrível Mundo de Gumball, também da Cartoon Network. A primeira temporada do show consistirá em dezesseis episódios de 11 minutos.
No final de outubro de 2019, o criador da série e showrunner original Guillaume Cassuto deixou a série devido à separação do Cartoon Network.

## Episódios
Cada episódio da primeira temporada foi dirigido por Rhys Byfield e Mikey Please.
| Primeiro Capítulo: Começa a Viagem |                                                                                         | | |                                                              |         |      |
| 1 2 3 4 | "Quarta-Feira (PT / BR)" "Wednesday"                                                    | Mic Graves e Tony Hull, Joe Markham e Joe Parham (apenas parte 1)                                          | Partes 1-3: Oliver Hamilton Parte 3: David Vinicombe Parte 4: Constance Bouckaert and Eva Figueroa | 29 de março de 2021 15 de maio de 2021 13 de agosto de 2021  | 101-104 | 0.15 |
| O Elliott e a sua mãe geóloga, Frankie, viajam na sua autocaravana. A Frankie está a tentar provar a existência de vida extraterrestre depois de ser humilhada pelos seus colegas, enquanto as tentativas do Elliott de fazer amigos são abafadas por suas constantes mudanças. Depois de outra excursão fracassada em ambas as partes, eles descobrem que um meteorito que possuem tem algo importante para lhes mostrar. O Elliott e a Frankie são transportados para um planeta pantanoso cheio de sapos falantes chamados falasapos enquanto perdem o pedaço de meteorito. Eles também encontram um dinossauro falante, míope, a quem chamam de Mo, em homenagem à tia de Elliott. Enquanto Elliott e Frankie apreciam a flora e a fauna de seu novo ambiente, eles avistam uma pequena criatura robótica e perseguem-no. O grupo descobre que eles estão numa biosfera localizada sob Centrium e são auxiliados por um trabalhador de manutenção de duas cabeças chamado Kane, que tenta escondê-los de seus superiores. O Elliott e a Frankie descobrem que o Mo é da terra, mas que ele viveu na biosfera toda a sua vida, o que confunde o Kane, que diz-lhes que a biosfera deveria estar vazia e tenta tirá-los de lá. O grupo se perde no seu novo ambiente futurístico de cidade e está desesperado por um lugar para ficar. Depois de recusar uma oferta de um alienígena de aparência assustadora, eles aceitam a oferta de uma senhora idosa gentil que na verdade é uma górgona que transforma as pessoas em esculturas de gelo. Depois de escaparem do problema, eles aceitam a oferta anterior e conseguem novos domicílios para morar. |                                                                                         | | |                                                              |         |      |
| Segundo Capítulo: Uma Nova Casa |                                                                                         | | |                                                              |         |      |
| 5 | "Admissão Idiossincrática (PT) Indução Idiossincrática (BR)" "Idiosyncratic Induction"  | Mic Graves e Tony Hull                                                                                     | Eva Figueroa                                                                                       | 30 de março de 2021 22 de maio de 2021 20 de agosto de 2021  | 105     | 0.22 |
| O Elliott e a Frankie são levados para a Colmeia, essencialmente uma escola alienígena, com o Mo a segui-los até lá. Enquanto a Frankie é levada para uma palestra, o Elliott é levado para uma visita guiada pela Diretora da Colmeia e levado para uma classe de alunos. No entanto, ele se preocupa em não se encaixar devido à experiência, mas Mo está lá para garantir que ele faz amigos rapidamente. |                                                                                         | | |                                                              |         |      |
| 6 | "Memória Caótica (PT) Problemas de Memória (BR)" "Memory Mayhem"                        | Mic Graves, Tony Hull e Richard Overall                                                                    | Constance Bouckaert e Eva Figueroa                                                                 | 31 de março de 2021 22 de maio de 2021 27 de agosto de 2021  | 106     | 0.24 |
| Ocorrendo simultaneamente com o episódio anterior, a Frankie é levada por um dróide chamado 105E para "dar" uma palestra sobre a Terra para um ser coletivo chamado Cabeça. Quando ela menciona o meteorito que a trouxe a ela e ao Elliott lá, ela procura o 105E e a sua Mutualite, que tem a capacidade de ver as memórias, mas apenas das últimas doze horas. |                                                                                         | | |                                                              |         |      |
| 7 | "Desenvolvimento de Um Dilema (PT) Dilema em Desenvolvimento (BR)" "Developing Dilemma" | Guillaume Cassuto, Mic Graves, Tony Hull, Daran Jonno Johnson, Joe Markham, Joe Parham e Jess Ransom       | Juanpe Arroyo and Eva Figueroa                                                                     | 31 de março de 2021 23 de maio de 2021 2 de setembro de 2021 | 107     | 0.18 |
| O Elliott ganha um novo animal de estimação que se parece com uma bolha minúscula. Enquanto isso, a Frankie conhece a sua vizinha de três cabeças, a Sra. Argolis, que tem o hábito de menosprezar as pessoas. Ela tenta fazer amizade com elas com café, mas o novo animal de estimação do Elliott, que se alimenta de negatividade, aumenta de tamanho e foge com a vizinha, fazendo com que eles tenham de a resgatar. |                                                                                         | | |                                                              |         |      |
| 8 | "Inversão Inadvertida (PT / BR)" "Inadvertent Inversion"                                | Mic Graves, Tony Hull e Richard Overall                                                                    | Eva Figueroa, Chuck Klein e Oliver Hamilton                                                        | 31 de março de 2021 23 de maio de 2021 9 de setembro de 2021 | 108     | 0.19 |
| Enquanto na Colmeia, o Elliott e o Mo assistem a uma aula de culinária com o professor Ginástica, a Frankie conhece o marido da diretora que dirige as funções do dia-a-dia da Colmeia. Quando eles saem, a Frankie acidentalmente ativa os controlos do edifício, fazendo com que tudo mudasse repentinamente no seu eixo, deixando a Frankie, o Elliott e o Mo a tentarem consertá-lo. |                                                                                         | | |                                                              |         |      |
| 9 | "Reminiscência Regurgitada (PT / BR)" "Regurgitated Reminiscence"                       | Guillaume Cassuto, Mic Graves, Tony Hull, Joe Markham e Joe Parham                                         | Bianca Ansems                                                                                      | 1 de abril de 2021 29 de maio de 2021 16 de setembro de 2021 | 109     | 0.19 |
| O Elliott parte a máquina de café da Frankie e, apesar de comprar uma mais recente, ainda tem a tarefa de tentar recuperar a velha depois de a deitar fora. Ele e o Mo vão a um serviço premium para recriá-la com base na memória, mas a memória fica turva. Em seguida, eles vão para a usina de reciclagem, onde encontram outros seres descartados e devem escapar antes de serem incinerados. |                                                                                         | | |                                                              |         |      |
| 10 | "Aglomeração Caótica (PT) Concentração Caótica (BR)" "Chaotic Clumping"                 | Guillaume Cassuto, Mic Graves, Tony Hull, Daran Jonno Johnson, Joe Markham, Richard Overall e Mikey Please | Oliver Hamilton                                                                                    | 1 de abril de 2021 29 de maio de 2021 23 de setembro de 2021 | 110     | 0.18 |
| Depois de perder o autocarro escolar, o Elliott e o Mo decidem usar um teletransportador. Eles entram juntos e acabam fundidos em uma só pessoa. Embora inicialmente desconfortáveis com sua nova situação, eles acabam por adorar. O professor deles, Lord Kallous, exige que eles usem um nome no seu teste recente, resultando numa discussão entre os dois e o desejo de se separarem. |                                                                                         | | |                                                              |         |      |
| 11 | "Paradoxo Paralelo (PT / BR)" "Parallel Paradox"                                        | Guillaume Cassuto, Mic Graves, Tony Hull, Daran Jonno Johnson e Richard Overall                            | Juanpe Arroyo                                                                                      | 2 de abril de 2021 30 de maio de 2021 30 de setembro de 2020 | 111     | 0.26 |
| Depois de se inspirar num encontro amigável que a Frankie teve, o Elliott decide ser amigável e útil para os outros, mas acidentalmente organiza a sua tarde com dois eventos: uma festa de despedida e ajudar com uma barraca de cachorros-quentes. Com a ajuda do Mo, ele utiliza um holograma para estar nos dois lugares ao mesmo tempo, o que acaba por ser bastante difícil. |                                                                                         | | |                                                              |         |      |
| 12 | "Profecias Problemáticas (PT / BR)" "Problematic Prophecies"                            | Guillaume Cassuto, Mic Graves, Tony Hull, Daran Jonno Johnson, Joe Markham, Joe Parham e Jess Ransom       | Eva Figueroa                                                                                       | 5 de abril de 2021 30 de maio de 2021 7 de outubro de 2021   | 112     | 0.24 |
| O Elliott e o Mo ficam impressionados com a habilidade da sua amiga Nara de prever o futuro, um poder do qual ela está entediada. Eles trocam de habilidades, resultando no o Elliott e o Mo a usarem os seus poderes pela cidade. Eles descobrem que a Nara está prestes a sofrer um terrível acidente e trabalham juntos para tentar encontrar todos os resultados possíveis para resgatá-la do seu destino. |                                                                                         | | |                                                              |         |      |
| 13 | "Tédio Temporal (PT / BR)" "Temporal Tedium"                                            | Guillaume Cassuto, Adam Hess, Daran Jonno Johnson, Joe Markham, Joe Parham e Jess Ransom                   | Guillaume Cassuto e David de Rooij                                                                 | 6 de abril de 2021 5 de junho de 2021 14 de outubro de 2021  | 113     | 0.25 |
| O Elliott e o Mo decidem sociaizar com o Preston, uma pequena bola de gosma verde que fala e responde lentamente. Eles percebem que ele é lento demais para eles e acidentalmente magoam os seus sentimentos. O Preston tira o seu colar, que era o que o estava a atrasar, mas começa a envelhecer rapidamente, o que força o Elliott e o Mo a entrar no monte de lixo sob a cidade para encontrá-lo. |                                                                                         | | |                                                              |         |      |
| 14 | "Companhia Confusa (PT / BR)" "Companion Confusion"                                     | Guillaume Cassuto, Daran Jonno Johnson, Joe Markham, Joe Parham, Mikey Please and Jess Ransom              | Guillaume Cassuto and Marylene Sun                                                                 | 7 de abril de 2021 5 de junho de 2021 21 de outubro de 2021  | 114     | 0.21 |
| Depois de assistirem um filme de super-heróis romântico, o Elliott e o Mo decidem encontrar "o tal" para eles. Eles tentam usar truques do cinema e da televisão, falam com seu orientador escolar e procuram opostos e semelhantes, mas nada funciona. Eles decidem colocar o Elliott em perigo para que "o tal" possa salvá-los, mas acabam por causar um grande desastre. |                                                                                         | | |                                                              |         |      |
| 15 | "Megalomaníaco Melancólico (PT / BR)" "Melancholic Megalomaniac"                        | Guillaume Cassuto, Mic Graves, Tony Hull, Daran Jonno Johnson, Joe Markham, Joe Parham e Jess Ransom       | Juanpe Arroyo and Eva Figueroa                                                                     | 8 de abril de 2021 6 de junho de 2021 28 de outubro de 2021  | 115     | 0.19 |
| Depois de causarem grandes danos, o Elliott e o Mo ficam surpresos ao ver que o Lord Kallous está a sentir-se miserável. Eles descobrem que ele aparentemente sente falta de alguém chamado Príncipe Cryon e presumem que ele seja um amigo. Eles conseguem cloná-lo graças ao seu amigo mago, mas o Cryon acaba sendo o arqui-inimigo do Lord Kallous e os dois lutam até a morte. |                                                                                         | | |                                                              |         |      |
| 16 | "Discurso Decrescente (PT) Discurso Depreciativo (BR)" "Diminishing Discourse"          | Mic Graves, Tony Hull e Richard Overall                                                                    | Constance Bouckaert e Oliver Hamilton                                                              | 9 de abril de 2021 6 de junho de 2021 28 de outubro de 2021  | 116     | 0.17 |
| O Elliott e a Frankie contam ao Mo o que aconteceu com seus antepassados, deixando-o chateado. Todos no Centrium de repente não podem falar a mesma língua, mas um alienígena que sabe português diz-lhes que os falasapos são a causa disso. Eles vão para a biosfera seguidos pelo Mo que encontra o meteorito que os trouxe até lá. No entanto, o meteorito leva a Frankie e o Mo deixando Elliott atordoado. |                                                                                         | | |                                                              |         |      |

## Dublagem/Dobragem
| Personagem          | Dobragem        | Dublagem          |
| ------------------- | --------------- | ----------------- |
| Elliott Epson       | Teresa Zenaida  | Enzo Danemann     |
| Frankie             | Catarina Mago   | Sabrina Miragaia  |
| Frances Epson       | Catarina Mago   |                   |
| Mo                  | Luís Nascimento | Rodrigo Ribeiro   |
| Martin              | Luís Nascimento |                   |
| Diretora da Colmeia | Maria Marques   | Pâmella Rodrigues |
| Sr. Kallous         | Diogo Leite     | Duda Ribeiro      |

| Créditos da Dobragem / Dublagem | Portugal      | Brasil                          |
| ------------------------------- | ------------- | ------------------------------- |
| Tradução de Diálogos            | Sofia Ricardo |                                 |
| Direção de Atores / Dublagem    | Sara Brás     | Carol Crespo / Sarito Rodrigues |
| Dobrado / Dublado nos Estúdios  | PTSDI Media   | Bravo Estúdios                  |